# БМ-14
БМ-14 (Индекс ГРАУ 8У32) — советская реактивная система залпового огня калибра 140 мм 1950-х годов.
Боевая машина была создана для замены мобильных систем РСЗО времён войны новыми, более совершенными системами с неоперёнными стабилизированными вращением турбореактивными снарядами. Ракетная часть системы, снаряд ТРС-140, разрабатывалась КБ-2 МСХМ с 1947 года и была принята на вооружение 25 ноября 1952 года, вместе с колёсной боевой машиной БМ-14 на шасси грузового автомобиля ЗИС-151, разработанной СКБ МОП.

## Производство
БМ-14 серийно производилась и поступала на вооружение стрелковых дивизий Советской Армии ВС Союза ССР, а также в значительных количествах поставлялась на экспорт. Помимо базовой БМ-14, производившейся в нескольких вариантах, выпускалась версия БМ-14-17 с иным шасси и несколько отличающейся конструкцией пусковой установки, а 140-мм реактивные снаряды использовались также в буксируемой пусковой установке РПУ-14. Хотя с середины 1960-х годов в Советской Армии началась замена БМ-14 более современной РСЗО БМ-21 «Град», в ряде стран она всё ещё, по состоянию на 2010 год, остаётся на вооружении.

## Модификации
- БМ-14 (8У32) — базовая версия, на шасси ЗИС-151.
  - БМ-14М (2Б2) — вариант на шасси ЗИЛ-157
  - БМ-14ММ (2Б2Р) — вариант на шасси ЗИЛ-131
- БМ-14-17 (8У36) — вариант на шасси ГАЗ-63/ГАЗ-63А, с иной конструкцией блока стволов с 17 направляющими
  - БМ-14-17М (8У36М) — вариант на шасси ГАЗ-66
  - БМ-14-17К — корабельный вариант, устанавливался на артиллерийские катера проекта 1204

- РПУ-14 — буксируемая реактивная пусковая установка

Также существует как минимум одна фотография модификации на базе БРДМ-2 с направляющими, установленными на месте башни. Однако точное место и время съемки неизвестны, вполне возможно данная переделка осуществлена одной из стран-эксплутантов.

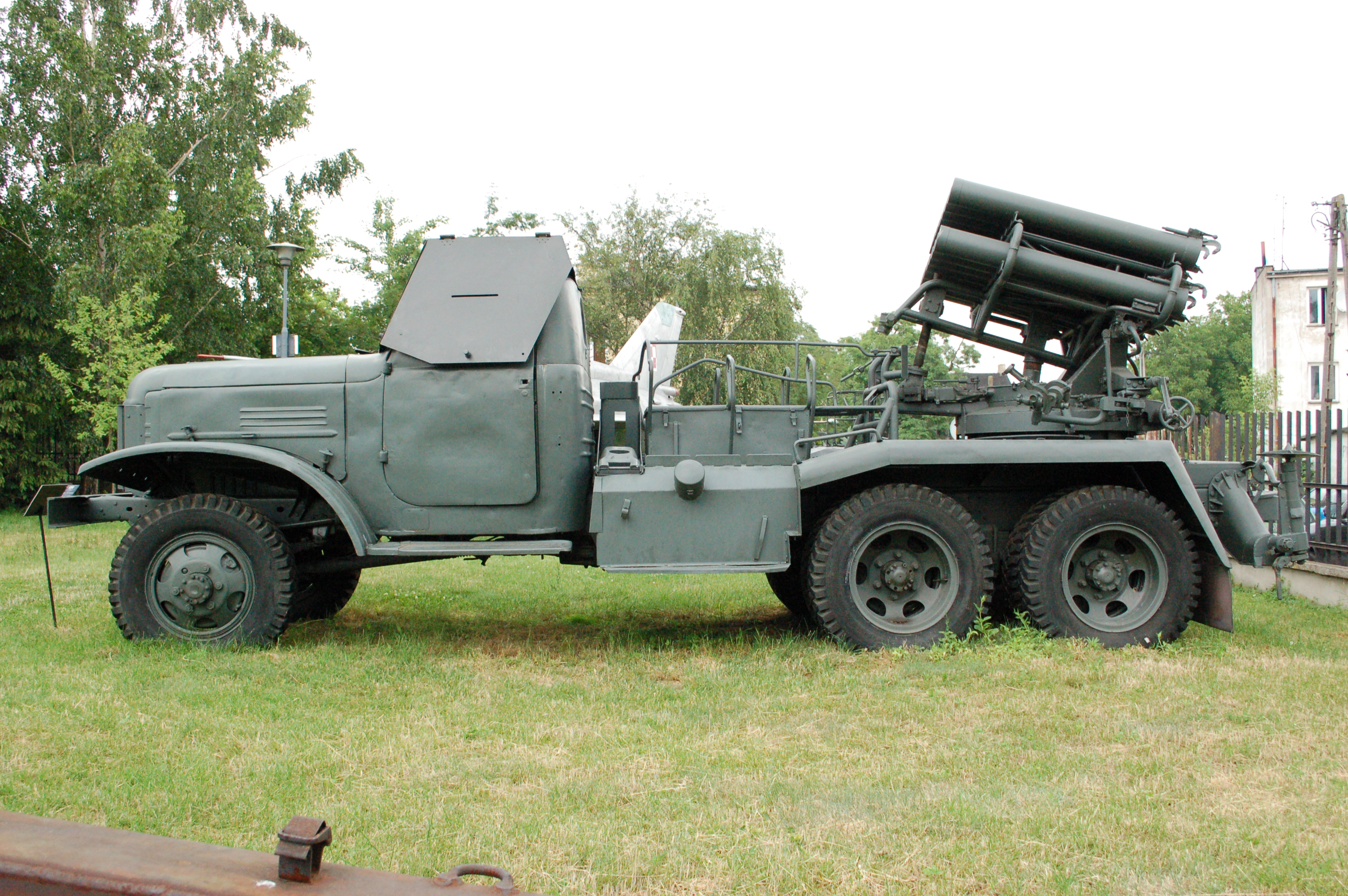
БМ-14
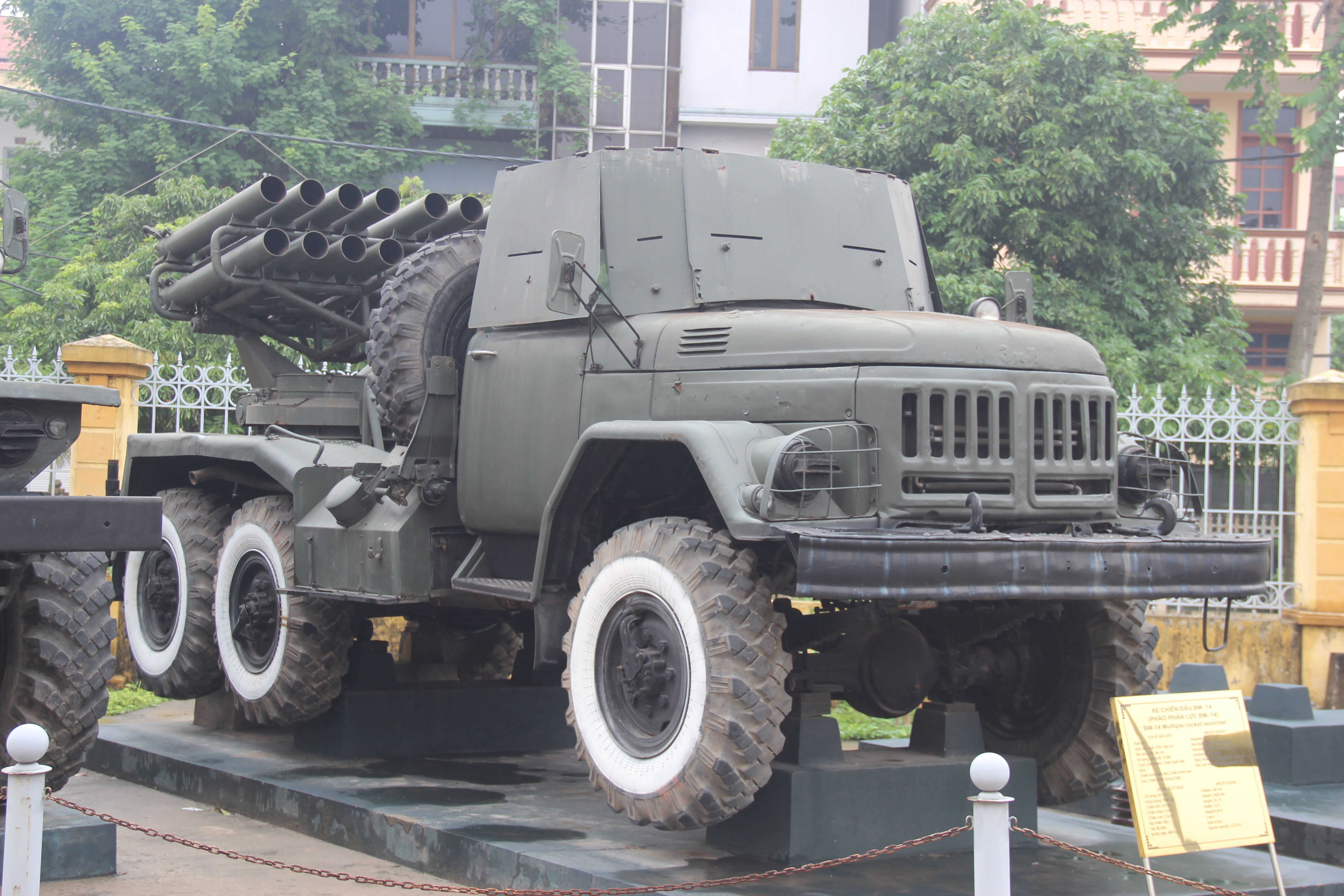
БМ-14ММ в музее в Ханое
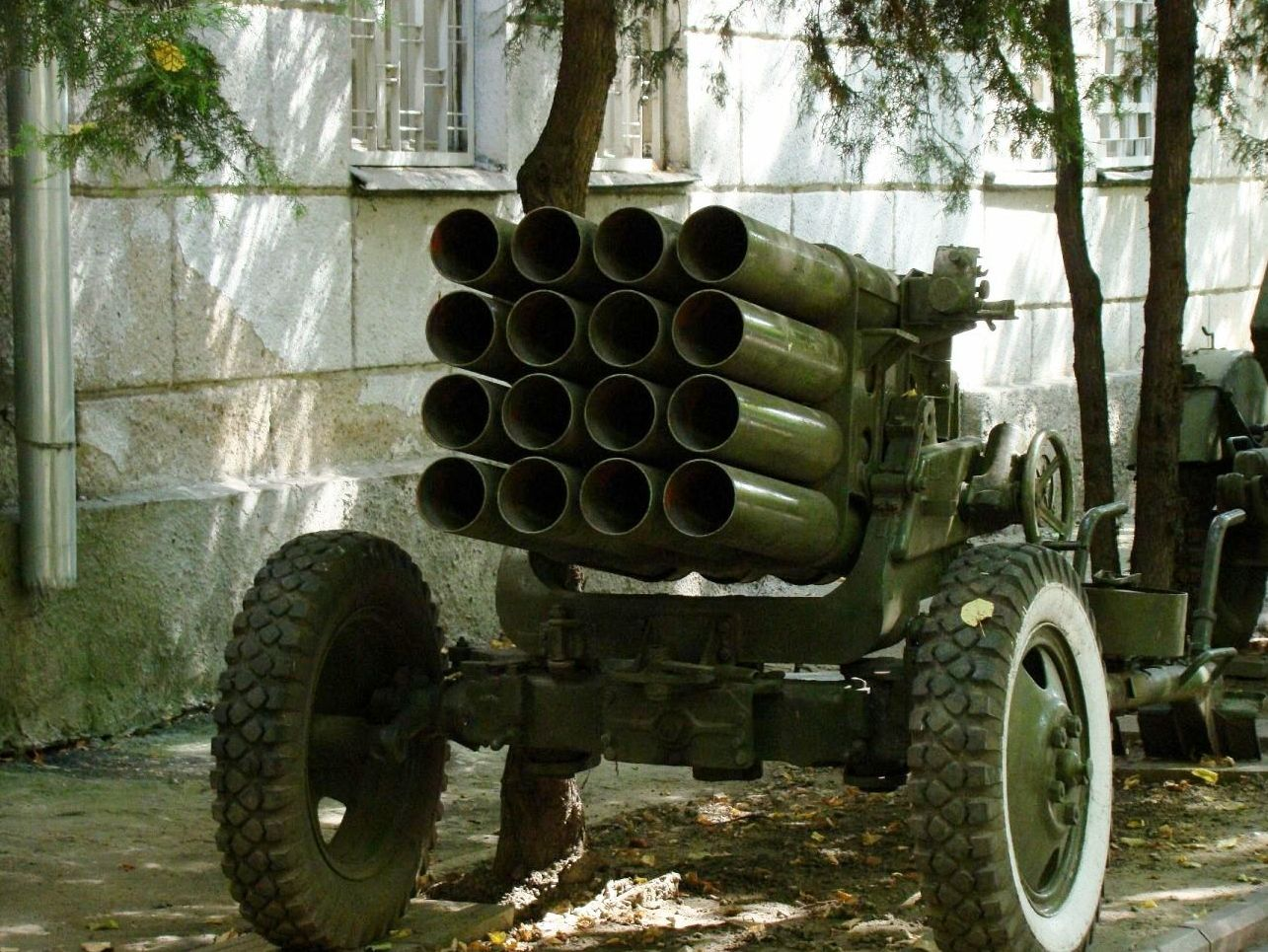
РПУ-14

## Конструкция

### Вооружение
Блок стволов БМ-14 имеет 16 направляющих, представляющих собой открытые с обоих концов гладкостенные трубы, калибром 140,3 мм и длиной 1370 мм для БМ-14/14М/14ММ или 1100 мм для БМ-14-17, на которых смонтированы контактные рычаги и передний и задний стопоры. Двухъярусный пакет направляющих размещается в сварной ферменной конструкции, состоящей из передней и задней обойм и поперечных труб. Ферма установлена на поворотной раме, вместе с механизмами наведения и пружинным уравновешивающим механизмом толкающего типа образующей поворотную часть установки. Углы наведения установки в вертикальной плоскости составляют от 0° до +50°, в горизонтальной — ±70° для БМ-14/14М/14ММ и ±100° для БМ-14-17; приводы наведения, червячный поворотный и винтовой подъёмный — ручные. Поворотная рама вращается на тумбе, опираясь на неё тремя вертикальными роликами и центрируясь шестью горизонтальными. Наведение установки осуществляется при помощи механического панорамного прицела с барабаном, снабжённого боковым уровнем, при помощи выносной катушки ведение огня может производиться с расстояния до 60 метров от установки.
| Боеприпасы установки БМ-14 |             |                    |                   |                   |                           |                                                |                            |
| Название снаряда           | Индекс ГРАУ | Тип снаряда        | Длина снаряда, мм | Масса снаряда, кг | Масса ВВ, кг              | Дальность стрельбы максимальная/минимальная, м | Год принятия на вооружение |
| М-14-ОФ                    | ОФ-949      | осколочно-фугасный | 1086              | 39,60             | 4,20                      | 9800 / 1000                                    | 1952                       |
| М-14Д                      | Д-949       | дымовой            | 1051              | 40,28             | 0,33 + 3,6 (белый фосфор) | 10060 / 1000                                   | 1955                       |
| М-14                       | н/д         | химический         | 1050              | 39,60             | 2,14 (Р-35)               | 9800 / 1000                                    | 1955                       |

## Операторы

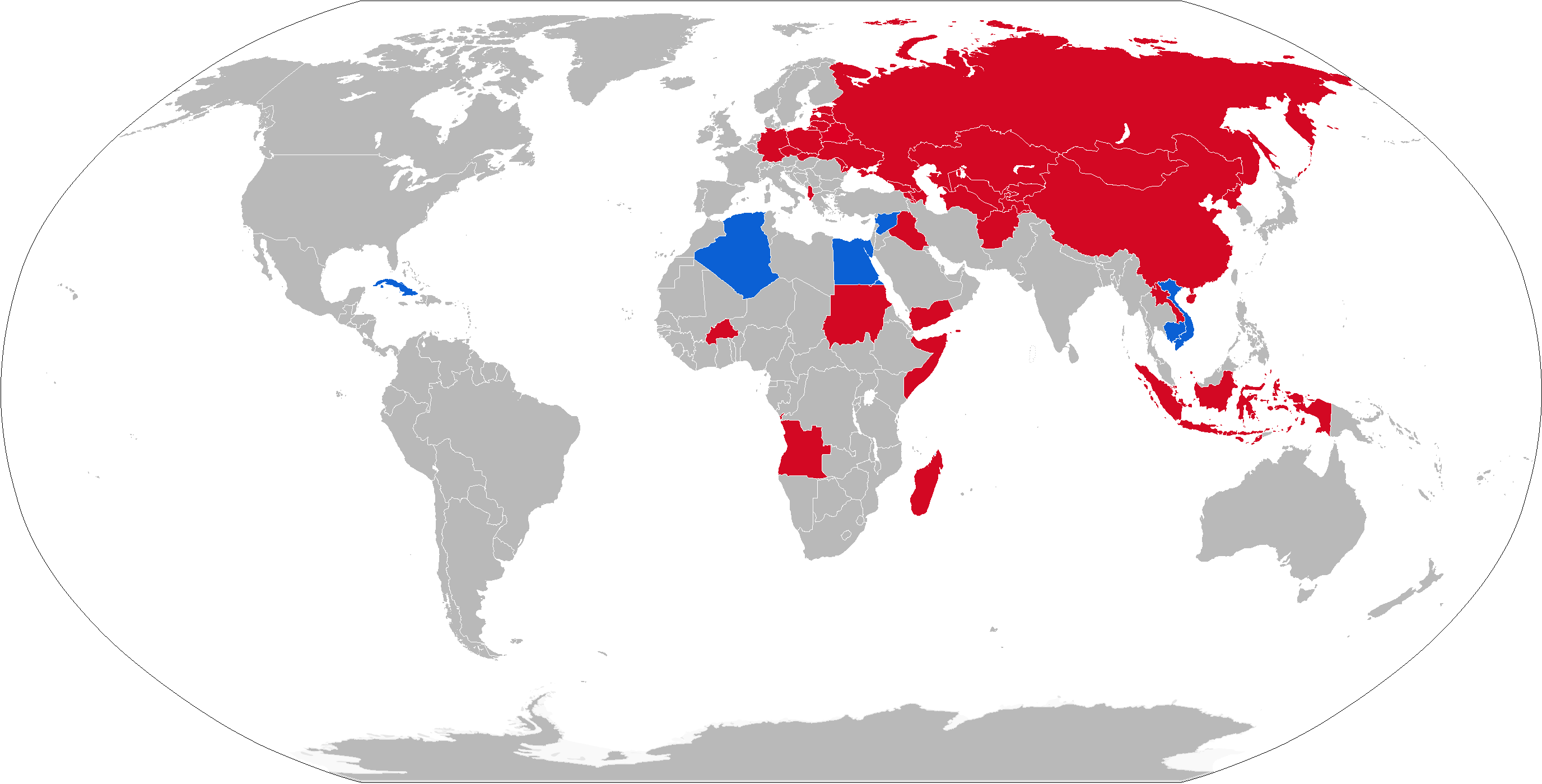
Операторы БМ-14 по состоянию на 2019 год

### Современные
- Алжир — 48 установок БМ-14, по состоянию на 2024 год[4]
- Вьетнам — некоторое количество БМ-14, по состоянию на 2024 год,[4] было поставлено из СССР 100 установок в период с 1965 по 1966 годы[5]
- Египет — 32 установки БМ-14, по состоянию на 2024 год[4]
- Камбоджа — 20 установок БМ-14-16, по состоянию на 2024 год[4]
- Конго — некоторое количество БМ-14, по состоянию на 2024 год[4]
- Куба — некоторое количество БМ-14, по состоянию на 2024 год,[4] всего было поставлено из СССР 30 установок в период с 1966 по 1967 годы[5]
- Россия — корабельные установки на артиллерийских катерах проекта 1204

Бывшие
- Албания — сняты с вооружения[5]
- Ангола — использовались во время Гражданской войны в Анголе[6]
- Афганистан — некоторое количество, по состоянию на 2010 год[7]
- Буркина-Фасо — сняты с вооружения[5]
- ГДР — сняты с вооружения[8][9]
- Йемен — 14 установок, по состоянию на 2010 год[10]
- Индонезия — 12 установок, по состоянию на 2010 год на вооружении Морской пехоты[11]
- Ирак — сняты с вооружения[5]
- Китай — 500 установок поставлены из СССР в период с 1955 по 1959 годы[5], сняты с вооружения[12]
- КНДР — 100 установок поставлены из СССР в период с 1965 по 1966 годы[5]
- Лаос — сняты с вооружения[5]
- Мадагаскар — сняты с вооружения[5]
- Монголия — сняты с вооружения[5]
- Польша — 50 установок поставлены из СССР в период с 1961 по 1962 годы[5], сняты с вооружения[13]. Производились самостоятельно под индексом WM-18[14]
- Сирия — некоторое количество БМ-14, по состоянию на 2019 год[15], было поставлено из СССР 200 установок в период с 1967 по 1969 годы[5]
- Сомали — сняты с вооружения[5]
- СССР — перешли на вооружение армий и флотов стран — республик бСССР
- Судан — 200 установок поставлены из СССР[5], сняты с вооружения
- Чехословакия — некоторое количество поставлено из СССР, после разделения страны на Чехию и Словакию, перешли в ВС Чехии[9]
  -  Чехия — сняты с вооружения[16]

## Где можно увидеть
- Беларусь
  - Историко-культурный комплекс «Линия Сталина» — гибрид установки БМ-14 и шасси ГАЗ-63
- Вьетнам
  - Вьетнамский музей военной истории, Ханой
- Казахстан 
  - Военно-исторический музей Вооруженных сил, Астана — установки БМ-14 и БМ-14-17
- Польша
  - Музей польской военной техники[пол.], Варшава
  - Музей в Сохачеве
- Россия 
  - Военно-исторический музей артиллерии, инженерных войск и войск связи, Санкт-Петербург
  - Музейный комплекс УГМК в Верхней Пышме Свердловской области[17].
  - Музей отечественной военной истории в деревне Падиково Истринского района Московской области
  - На четырёх артиллерийских катерах проекта 1204 Каспийской флотилии установлены ПУ НУРС БМ-14-17.
- Украина
  - Музей истории Украины во Второй мировой войне, Киев — пусковая установка БМ-14 без шасси